# Taylor Hackford
Taylor Edwin Hackford (Santa Barbara, 1944. december 31. –) Oscar-díjas amerikai filmrendező, forgatókönyvíró és filmproducer, az Amerikai Rendezők Céhének (Directors Guild of America) egykori elnöke.
1979-ben bemutatott Teenage Father című rövidfilmjével megnyerte a legjobb élőszereplős rövidfilmnek járó Oscart. Ismertebb nagyjátékfilmjei közé tartozik a Garni-zóna (1982), a Stephen King: Dolores Clairborne (1995) és Az ördög ügyvédje (1997). 2004-es Ray című életrajzi filmjével újabb Oscar-jelölést szerzett, mint legjobb rendező.

## Filmográfia
| Év   | Magyar cím                             | Eredeti cím                            | Feladatkör | Feladatkör | Feladatkör        | Megjegyzések            |
| Év   | Magyar cím                             | Eredeti cím                            | Rendező    | Producer   | Író               | Megjegyzések            |
| ---- | -------------------------------------- | -------------------------------------- | ---------- | ---------- | ----------------- | ----------------------- |
| 1973 |                                        | Bukowski                               | Nem        | Igen       | Igen              | dokumentumfilm          |
| 1978 |                                        | Teenage Father                         | Igen       | Igen       | Igen              | rövidfilm               |
| 1980 | A sztárcsináló                         | The Idolmaker                          | Igen       | Nem        | Nincs feltüntetve |                         |
| 1982 | Garni-zóna                             | An Officer and a Gentleman             | Igen       | Nem        | Nem               |                         |
| 1984 | Esélylesők (Széllel szemben)           | Against All Odds                       | Igen       | Igen       | Nem               |                         |
| 1985 | Halálbalett                            | White Nights                           | Igen       | Igen       | Nem               |                         |
| 1987 |                                        | Chuck Berry: Hail! Hail! Rock 'n' Roll | Igen       | Nem        | Nem               | dokumentumfilm          |
| 1987 |                                        | La Bamba                               | Nem        | Igen       | Nem               |                         |
| 1988 | Szép volt, fiú!                        | Everybody's All-American               | Igen       | Igen       | Nem               |                         |
| 1989 | Gyilkos tánc                           | Rooftops                               | Nem        | Vezető     | Nem               |                         |
| 1990 | Hosszú az út hazáig                    | The Long Walk Home                     | Nem        | Vezető     | Nem               |                         |
| 1991 | Együtt a csapat                        | Queens Logic                           | Nem        | Vezető     | Nem               |                         |
| 1991 | Öldöklő vágyak                         | Mortal Thoughts                        | Nem        | Vezető     | Nem               |                         |
| 1991 | A jog hálójában                        | Defenseless                            | Nem        | Vezető     | Nem               |                         |
| 1991 | Szélhámosok hajója                     | Sweet Talker                           | Nem        | Vezető     | Nem               |                         |
| 1993 | A vér kötelez                          | Blood In, Blood Out                    | Igen       | Igen       | Nem               |                         |
| 1995 | Stephen King: Dolores Clairborne       | Dolores Claiborne                      | Igen       | Igen       | Nem               |                         |
| 1996 | Amikor királyok voltunk – Muhammad Ali | When We Were Kings                     | Nem        | Igen       | Nem               | - dokumentumfilm - vágó |
| 1997 | Az ördög ügyvédje                      | The Devil's Advocate                   | Igen       | Vezető     | Nem               |                         |
| 1999 | Greenwichi idő                         | G:MT – Greenwich Mean Time             | Nem        | Igen       | Nem               |                         |
| 2000 | Túszharc                               | Proof of Life                          | Igen       | Igen       | Nem               |                         |
| 2004 | Ray                                    | Ray                                    | Igen       | Igen       | Sztori            |                         |
| 2010 | Országúti bordély                      | Love Ranch                             | Igen       | Igen       | Nem               |                         |
| 2013 | Parker                                 | Parker                                 | Igen       | Igen       | Nem               |                         |
| 2014 |                                        | A Place to Stand                       | Nem        | Vezető     | Nem               | dokumentumfilm          |
| 2016 | A komikus                              | The Comedian                           | Igen       | Igen       | Nem               |                         |

## Fordítás
- Ez a szócikk részben vagy egészben  a   Taylor Hackford című angol Wikipédia-szócikk fordításán alapul.  Az eredeti cikk szerkesztőit annak laptörténete sorolja fel. Ez a jelzés csupán a megfogalmazás eredetét és a szerzői jogokat jelzi, nem szolgál a cikkben szereplő információk forrásmegjelöléseként.